# Satèl·lits galileans

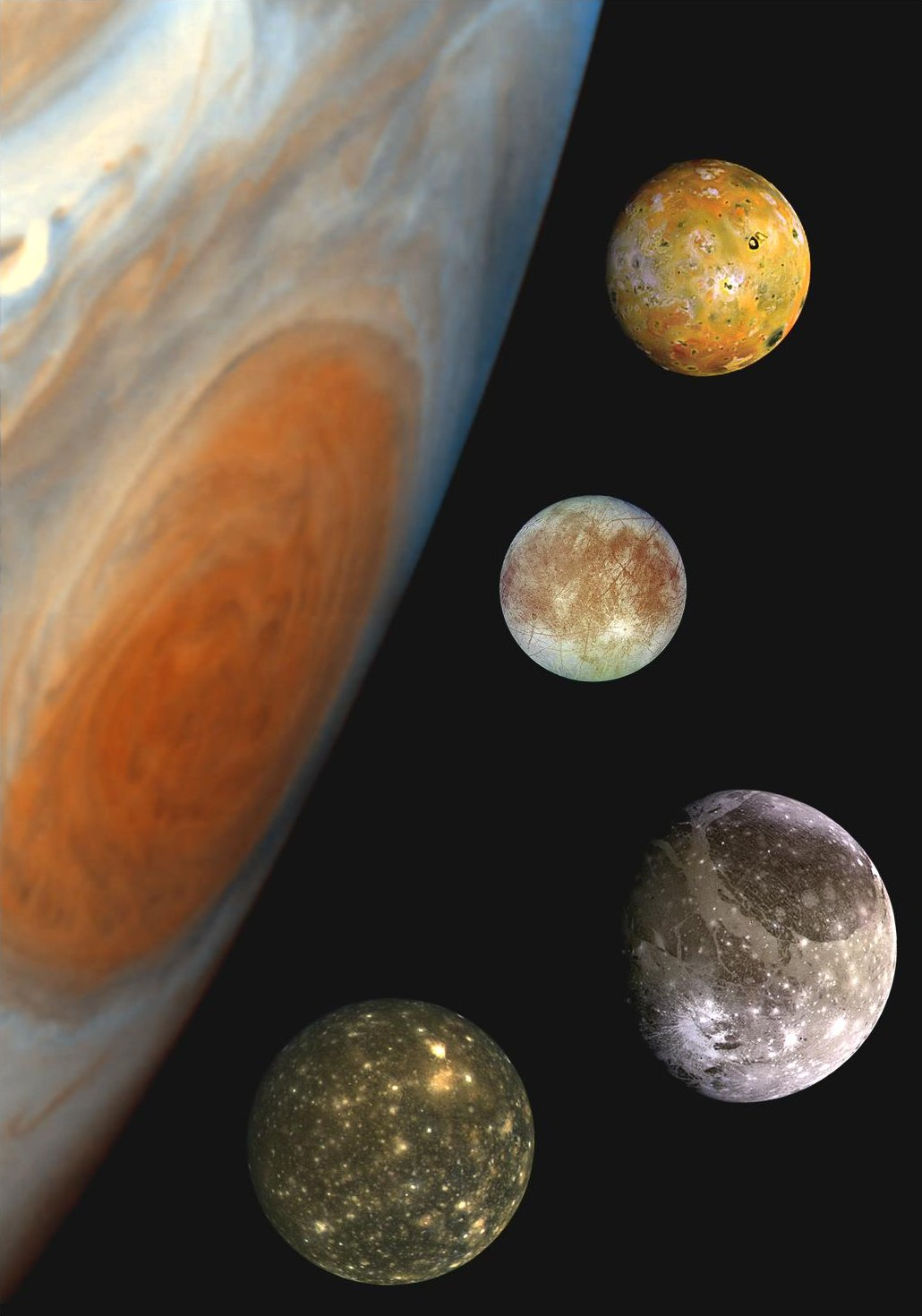
Els 4 satèl·lits galileans de Júpiter, en una imatge composta comparant les seves mides i la mida de la Gran Taca Vermella de Júpiter. De dalt a baix, Io, Europa, Ganimedes i Cal·listo

Comparació dels satèl·lits del sistema solar. Els satèl·lits galileans són els de la quarta columna

Els satèl·lits galileans són els quatre satèl·lits de Júpiter descoberts per Galileo Galilei. Els seus noms són: Ganimedes, Cal·listo, Ió i Europa. Són, amb molta diferència, els més grossos dels 79 que té Júpiter. Són visibles fins i tot amb un telescopi de baixa resolució. De fet, si les condicions d'observació són prou bones, és possible veure Cal·listo, el més exterior, a ull nu.

## Descobriment
Van ser observats per primera vegada per Galileu el 7 de gener del 1610. Actualment, se sap que un astrònom xinès anomenat Gan De els podria haver descobert ja el 362 aC, quasi dos mil·lennis abans. Galileu va observar els moviments dels satèl·lits durant diversos dies i va adonar-se que estaven en òrbita al voltant de Júpiter. Aquest descobriment va donar suport a la teoria heliocèntrica de Nicolau Copèrnic i va demostrar que no tot dona voltes al voltant de la Terra (vegeu teoria geocèntrica). El descobriment va ser publicat en l'obra Sidereus Nuncius, publicada a Venècia el març del 1610.

## Els seus noms
Inicialment, Galileu els va anomenar Cosmica Sidera ('estrelles de Cosme'), en honor de Cosme II de Mèdici, gran duc de la Toscana des del 1609, el patrocini del qual Galileu es volia assegurar. A suggeriment del gran duc, Galileu va canviar el nom a Medicea Sidera ('estrelles de Mèdici') perquè els Mèdici eren quatre germans.
Entre els altres noms que es van proposar, hi havia Principharus, Victipharus, Cosmipharus and Ferdinandipharus, per a cada un dels quatre germans Mèdici, proposat per Giovanni Batista Hodierna, un deixeble de Galileu, autor de les primeres efemèrides (Medicaeorum Ephemerides, 1656). Johannes Hevelius els va anomenar els Circulatores Jovis o Jovis Comites, i Jacques Ozanam els va batejar com a Gardes o Satellites (del llatí satelles, satellitis: 'escorta' o 'seguici'). Però serien els noms proposats per Simon Marius, que va reclamar el descobriment de les llunes al mateix temps que Galileu, els que finalment prevaldrien: Ió, Europa, Ganimedes i Cal·listo, extrets de personatges de la mitologia grega i publicats en la seva obra Mundus Jovialis el 1614.
Galileu va rebutjar rotundament utilitzar els noms de Marius i, de resultes d'això, va inventar un sistema de nomenclatura mitjançant xifres romanes. En aquest sistema, els nombres van en ordre creixent des del satèl·lit més proper a Júpiter cap a l'exterior, així són: Io (I), Europa (II), Ganimedes (III) i Cal·listo (IV). Amb el temps, aquest sistema es va estendre a tots els altres satèl·lits del sistema solar (normalment, de manera paral·lela als noms mitològics). Fins a mitjan segle xx, els satèl·lits galileans encara eren coneguts pel sistema de Galileu i no ha estat fins recentment que ha quedat en segon terme desplaçat pels noms de Marius. Galileu va utilitzar aquest sistema en les seves notes, però no el va publicar mai.

## Possibles observacions durant l'antiguitat
Els satèl·lits galileans podrien haver estat coneguts en l'antiguitat: es deia que el déu babiloni Marduk (Júpiter) estava acompanyat per quatre gossos (Jensen, Die Kosmologie der Babylonier, p. 131) i l'egipci Horus (Júpiter) tenia quatre fills (Mercer, Horus, the Royal God of Egypt, 1942). Però això és una conjectura, i generalment no s'accepta com a probable.
En el seu punt més proper a la Terra, les llunes galileanes tenen una magnitud d'entre 4,6 (Ganimedes) a 5,6 (Cal·listo). Io (el més interior) està separat de Júpiter per dos minuts d'arc. És teòricament possible que observadors tenaços i ben preparats aconseguissin veure les llunes a ull nu, però si això realment va ser realitzat per antigues civilitzacions no passa de ser una hipòtesi.

## Taula de dades
| Nom       | Imatge    | Diàmetre | Massa        | Semieix major | Període orbital |
| --------- | --------- | -------- | ------------ | ------------- | --------------- |
| Io        | Io        | 3.643 km | 8,93·1022 kg | 421.800 km    | 1,77 dies       |
| Europa    | Europa    | 3.122 km | 4,80·1022 kg | 671.100 km    | 3,55 dies       |
| Ganimedes | Ganimedes | 5.262 km | 1,48·1023 kg | 1.070.400 km  | 7,15 dies       |
| Cal·listo | Cal·listo | 4.821 km | 1,08·1023 kg | 1.882.700 km  | 16,69 dies      |